# 자이나교 사원

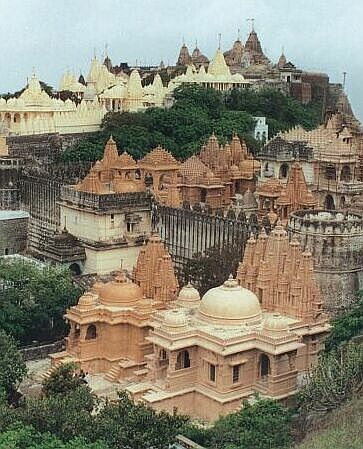
구자라트주의 팔리타나 사원

자이나교 사원(구자라트어: દેરાસર 데라사르, 칸나다어: ಬಸದಿ 바사디)은 자이나교를 믿는 사람들을 위한 예배 장소이다. 자이나교 건축은 본질적으로 사원과 수도원에 국한되며, 자이나교 건축물은 일반적으로 그들이 지어진 장소와 시기의 지배적인 양식을 반영한다.
자이나교 사원 건축은 일반적으로 힌두교 사원 및 고대 불교 건축에 가깝다. 일반적으로 모든 종교에서 동일한 건축가와 조각가가 일했으며 지역 및 시대 양식은 일반적으로 유사하다. 1,000년 이상 동안 힌두교 또는 대부분의 자이나교 사원의 기본 배치는 높은 상부 구조물이 솟아 있고 그 위에 하나 이상의 더 큰 만다파 홀이 있는 주요 무르티 또는 컬트 이미지를 위한 작은 가르바그리하 또는 성소로 구성되었다.
마루-구르자라 건축 또는 "솔란키 양식"은 1000년경 힌두교 사원과 자이나교 사원 모두에서 유래되었지만 자이나교 후원자들에게 지속적으로 인기를 얻게 된 구자라트주와 라자스탄주(자이나교가 강하게 존재하는 두 지역)의 특정한 사원 양식이다. 이 양식은 다소 변형된 형태로 현재까지 사용되고 있으며, 실제로 20세기에 일부 힌두교 사원들에게도 다시 인기를 얻고 있다. 이 양식은 아부산의 딜와라, 타랑가, 기르나르, 팔리타나에 있는 순례 사원 집단에서 볼 수 있다.